# Evil Dead
Evil Dead (bra: A Morte do Demônio; prt: A Noite dos Mortos-Vivos) é um filme de terror sobrenatural estadunidense de 2013, dirigido por Fede Álvarez, que coescreveu o roteiro com Rodo Sayagues. Apelidado de "releitura" de The Evil Dead (1981), o filme é o quarto título da série de filmes Evil Dead. É estrelado por Jane Levy, Shiloh Fernandez, Lou Taylor Pucci, Jessica Lucas e Elizabeth Blackmore. A história segue um grupo de cinco pessoas sob ataque de deadites em uma cabana remota na floresta.
As negociações para um quarto filme de Evil Dead começaram em 2004, com o ator original do filme Bruce Campbell sobre a possibilidade de um próximo filme da franquia. O projeto foi oficialmente anunciado em julho de 2011, com Ghost House Pictures produzindo, Diablo Cody no processo de revisão do roteiro, e Fede Álvarez escolhido como diretor. Grande parte do elenco se juntou de janeiro a fevereiro de 2012. A fotografia principal ocorreu em março de 2012 e terminou em maio na Nova Zelândia fora de Auckland, durando cerca de um mês.
Evil Dead estreou no South by Southwest em 8 de março de 2013 e foi lançado nos Estados Unidos em 5 de abril pela Sony Pictures Releasing. O filme recebeu críticas geralmente positivas dos críticos e arrecadou US$ 97 milhões em todo o mundo, contra um orçamento de produção de US$ 17 milhões. Um quinto título, intitulado Evil Dead Rise, foi lançado pela Warner Bros. Pictures em 21 de abril de 2023.

## Enredo
Uma garota está amarrada no porão de uma cabana remota, onde uma velha recita encantamentos de um livro estranho na língua galesa. A garota revela sua possessão demoníaca e seu pai Harold a incendeia e a mata a tiros. 
Algum tempo depois, David Allen e sua namorada Natalie chegam à cabana com seu cachorro Vovô, onde encontram sua irmã mais nova afastada Mia e seus amigos Eric e Olivia. O grupo planeja ficar na cabana enquanto Mia supera seu vício em heroína. Mia começa a ter sintomas de abstinência. David descobre que o porão da cabana está cheio de cadáveres de gatos em decomposição, uma espingarda de cano duplo gasta e um livro chamado Naturom Demonto.
Eric lê um encantamento do livro, despertando uma força malévola. Mia começa a ver um doppelgänger demoníaco dela mesma na floresta. Ela rouba o Ford Taurus Wagon de Eric para ir embora, mas bate em um lago. A força a persegue até a floresta, onde as videiras a prendem. O doppelgänger de Mia a possui através das videiras.
David encontra Vovô espancado até a morte com um martelo e descobre Mia se escaldando no chuveiro com água fervente. Naquela noite, uma Mia possuída fere David com a espingarda e vomita no rosto de Olivia antes de Eric trancá-la no porão. Uma Olivia possuída mutila seu rosto e esfaqueia Eric com uma agulha hipodérmica antes que ele a espanque até a morte. Mia atrai Natalie para o porão e morde sua mão antes de cortar sua própria língua. David ajuda Natalie a escapar.
Eric explica que, de acordo com o livro, o "Tomador de Almas" deve reivindicar cinco almas para libertar a "Abominação". O braço de Natalie fica possuído e ela o amputa com uma faca elétrica, causando uma queda de energia. Mia deve ser "purificada" por enterro vivo, desmembramento ou queima. A agora possuída Natalie ataca o par com uma pistola de pregos, mas David atira em seu outro braço; Natalie sangra até a morte devido ao ferimento.
David começa a encharcar a cabine com gasolina, mas decide enterrar Mia. Ele cava uma cova, mas Mia tenta afogá-lo, e Eric é mortalmente esfaqueado ao salvá-lo. David seda e enterra Mia, mas depois de ouvir seu batimento cardíaco parar, a desenterra de volta e tenta ressuscitá-la com um desfibrador caseiro; trazendo ela de volta à vida. Furioso por ter sido expulso de Mia e tão perto de ser ressuscitado, o irado Tomador de Almas é forçado a possuir o cadáver de Eric antes de atacar David na cabine quando ele veio para recuperar as chaves do carro. David atira em uma lata de gasolina, matando a si mesmo e ao Eric possuído. 
Com a morte de David sendo a quarta alma reivindicada, sangue começa a chover do céu e o Tomador de Almas surge como a Abominação; atacando Mia como seu doppelgänger demoníaco para reivindicar sua alma a fim de se tornar completo. Mia corta as pernas da Abominação com uma motosserra, mas vira o Jeep Wrangler de David em seu braço esquerdo, esmagando-o no processo. Depois que a mão de Mia é arrancada de sua libertação, ela corta a cabeça da Abominação com uma motosserra antes que ela afunde de volta no chão e a chuva de sangue pare. Uma Mia exausta sai, sem saber que o Naturom Demonto ainda está intacto. 
Em uma cena pós-créditos, um Ash Williams mais velho (o protagonista dos três filmes originais de Evil Dead) é visto em perfil sombreado. Ele diz sua frase de efeito, "Groovy". 

## Elenco
- Jane Levy como Mia Allen
- Shiloh Fernandez como David Allen
- Lou Taylor Pucci como Eric
- Jessica Lucas como Olivia
- Elizabeth Blackmore como Natalie
- Phoenix Connolly como Adolescente
- Jim McLarty como Harold
- Sian Davis como Velha
- Stephen Butterworth como Caipira Banguela
- Karl Willetts como Caipira de Pelo Longo
- Randal Wilson como Abominação
- Rupert Degas como o Demônio (voz)

Além disso, Bruce Campbell aparece sem créditos na cena pós-créditos como Ash Williams. Reprisando brevemente seus papéis do filme original por meio de gravações de arquivo, Bob Dorian dá voz ao Professor Raymond Knowby e Ellen Sandweiss dá voz a Cheryl Williams, que avisa os personagens principais que eles morrerão. Jack Walley também teve um pequeno papel no filme como Billy Bob, um motorista de caminhão que resgata Mia depois que ela escapa da cabana, embora sua cena tenha acabado sendo deletada. Foi restaurada no corte estendido.

## Produção

### Roteiro
Fede Álvarez e Rodo Sayagues co-escreveram o roteiro, que foi então adulterado por Diablo Cody em um esforço para americanizar o diálogo, já que o inglês não era a primeira língua dos escritores. O filme foi produzido por Sam Raimi, Bruce Campbell e Robert G. Tapert, que são os produtores da trilogia original de Evil Dead.
Raimi e Campbell planejaram um remake por muitos anos, mas, em 2009, Campbell afirmou que o remake proposto não estava "dando em nada" e tinha "fracassado" devido à reação extremamente negativa dos fãs. No entanto, em abril de 2011, Bruce Campbell declarou em uma entrevista no AskMeAnything no Reddit: "Estamos refazendo Evil Dead. O roteiro é incrível... O remake vai arrasar — você tem minha palavra." O filme foi anunciado oficialmente em julho do mesmo ano.

### Escalação do elenco
O ator Shiloh Fernandez foi escalado para o papel principal masculino de David. Inicialmente, Lily Collins foi escalada para interpretar o papel feminino principal de Mia, mas desistiu em janeiro de 2012, com Jane Levy substituindo-a no mês seguinte. Lou Taylor Pucci, Elizabeth Blackmore e Jessica Lucas mais tarde se juntaram ao elenco.
Em novembro de 2018, Álvarez confirmou a relação do filme com o original:

Continua o primeiro. As coincidências de eventos entre o primeiro filme e o meu não são coincidências, mas mais como um destino sombrio criado pelo livro maligno. (O carro de Ash [sic] ainda está lá, enferrujando.)

### Filmagem
Álvarez, que também tem experiência em CGI, também confirmou em uma entrevista que o filme não emprega CGI (exceto para retoques): "Nós não fizemos nenhum CGI no filme... Tudo o que você verá é real, o que foi realmente exigente. Esta foi uma filmagem muito longa, 70 dias de filmagem à noite. Há uma razão para as pessoas usarem CGI; é mais barato e rápido, eu odeio isso. Nós pesquisamos muitos truques de mágica e truques de ilusão."

## Lançamento

### Teatral
A TriStar Pictures lançou o filme nos cinemas em 5 de abril de 2013, nos Estados Unidos, com a Sony Pictures cuidando de outros mercados. Fede Álvarez tuítou em 28 de janeiro de 2013, que o filme recebeu pela primeira vez uma classificação NC-17, o que levou a cortes para obter a classificação R contratualmente obrigatória. O filme foi classificado como 18 anos pela BBFC por conter forte "violência sangrenta, horror sangrento e linguagem muito forte". StudioCanal cuidou do lançamento de Evil Dead no Reino Unido.
Evil Dead estreou no Festival de Cinema SXSW em Austin, Texas em 8 de março de 2013. A música de Evil Dead, composta por Roque Baños, foi lançada pela La-La Land Records em formato digital de 40 minutos e em formato físico de 70 minutos, em 9 de abril de 2013.

### Mídia doméstica
Evil Dead foi lançado em DVD e Blu-ray, em 16 de julho de 2013. Os exclusivos do Blu-ray incluem comentários de três do elenco e dos roteiristas Fede Álvarez e Rodo Sayagues e cinco extrae, enquanto o DVD regular inclui apenas três dos extras. Shout! Factory lançou um Blu-ray 4K Ultra HD contendo ambos os cortes do filme e um pôster exclusivo em 27 de setembro de 2022 sob seu sub-selo Scream Factory.

### Corte estendido
Uma "versão estendida" com um final alternativo (uma cena deletada no meio dos créditos) e vários outros clipes e diálogos deletados, alguns dos quais estavam no trailer original, mas posteriormente removidos da versão cinematográfica, foi ao ar no Reino Unido no Channel 4 em 25 de janeiro de 2015.
Em 10 de outubro de 2018, a Sony Pictures anunciou o lançamento do Unrated Cut em Blu-ray Disc em um pacote combinado de dois discos sob demanda com a versão teatral. Foi lançado em 23 de outubro de 2018. O corte estendido tem 96 minutos, em comparação com o corte teatral de 91 minutos.

## Recepção

### Bilheteria
O filme arrecadou US$ 25,8 milhões em seu fim de semana de estreia, terminando em primeiro lugar nas bilheterias. O filme arrecadou US$ 54,2 milhões no mercado interno e US$ 43,3 milhões no mercado internacional, totalizando uma arrecadação mundial de US$ 97,5 milhões contra um orçamento de US$ 17 milhões, tornando-se um sucesso de bilheteria.

### Resposta crítica

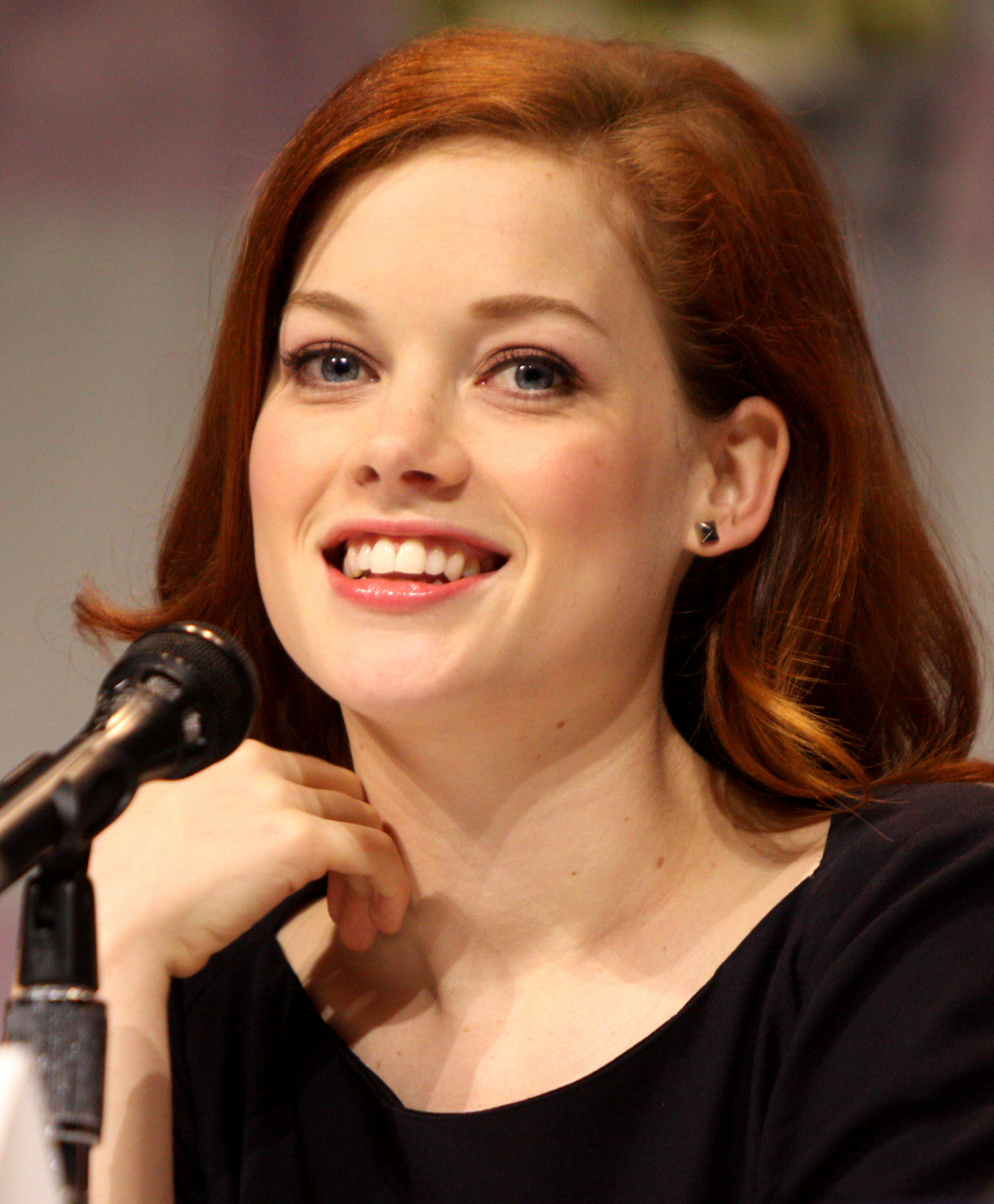
A atuação de Jane Levy como Mia foi amplamente elogiada tanto pela crítica quanto pelo público, com destaque para sua capacidade de convocar a vítima "viciada", a vilã "deadite" e a atormentada final girl.

No Rotten Tomatoes, o filme tem uma taxa de aprovação de 63% com base em 205 avaliações e uma classificação média de 6,2/10. O consenso dos críticos afirma: "Pode não ter o humor absurdo que sublinhava o original, mas o novo Evil Dead compensa com terror brutal, sustos sangrentos e violência alegremente sangrenta." No Metacritic, o filme tem uma pontuação média ponderada de 57 de 100 com base em 38 críticos, indicando "críticas mistas ou médias". O público pesquisado pelo CinemaScore deu ao filme uma nota média de "C+" em uma escala de A+ a F.
Evan Dickson do Bloody Disgusting analisou o filme no SXSW e continuou dizendo, "Evil Dead é incrivelmente sangrento e divertido" e deu ao filme 4/5 estrelas. Chris Tilly do IGN deu a Evil Dead 9/10 e chamou o filme de um "novo capítulo aterrorizante, estimulante e implacavelmente divertido na história de Evil Dead". John DeFore, do The Hollywood Reporter, também fez uma crítica positiva ao filme, chamando-o de "um remake que conquistará os corações de muitos fãs do original". O site independente de críticas de terror HorrorTalk deu ao filme quatro estrelas de cinco, dizendo que é "o filme de terror mais implacável e sangrento a sair de um grande estúdio em muito tempo". Emma Simmonds do The List comentou: "Evil Dead tem muitos choques baratos e poucos sustos de gelar o sangue, mas ele se transforma em algo sangrentamente bravo e, se esse é o seu estilo, você sairá satisfeito. Demora um pouco até que alguém pegue uma motosserra, mas cara, vale a pena quando pegam." Matt Singer chamou o filme de "um ataque aos sentidos" e "um sucesso, um que supera o filme original Evil Dead com ainda mais sangue, vômito, gore e membros desmembrados. Pode não ser muito inventivo, mas é eficaz e bastante fiel ao espírito — e slogan — da primeira 'Experiência Definitiva em Terror Extenuante'".
Richard Roeper avaliou o filme com uma estrela de quatro, criticando a falta de originalidade do filme, a falta de inteligência dos personagens e a dependência do filme de sangue para o que ele sentiu serem sustos baratos. ele concluiu sua análise dizendo: "Eu amo filmes de terror que realmente chocam, assustam e provocam. Mas depois de 30 anos disso, estou entediado de morte e farto de filmes que parecem ter um objetivo: como podemos enojar o público torturando quase todos os personagens principais do filme?".

### Reconhecimentos
| Ano  | Premiação                              | Categoria                                                                        | Recipiente                                                   | Resultado    | Ref.   |
| ---- | -------------------------------------- | -------------------------------------------------------------------------------- | ------------------------------------------------------------ | ------------ | ------ |
| 2013 | Golden Trailer Awards                  | Melhor Comercial de Terror para TV                                               | TriStar Pictures e mOcean para "Everything's Fine"           | Indicado     | [ 40 ] |
| 2013 | Fright Meter Award                     | Melhor Maquiagem                                                                 | Evil Dead                                                    | Venceu       | [ 41 ] |
| 2013 | Fright Meter Award                     | Melhores Efeitos Especiais                                                       | Evil Dead                                                    | Venceu       | [ 41 ] |
| 2013 | Fright Meter Award                     | Melhor Elenco                                                                    | Elenco de Evil Dead                                          | Indicado     | [ 42 ] |
| 2013 | Fright Meter Award                     | Melhor Filme de Terror                                                           | Evil Dead                                                    | Indicado     | [ 42 ] |
| 2013 | Fright Meter Award                     | Melhor Diretor                                                                   | Fede Álvarez                                                 | Indicado     | [ 42 ] |
| 2013 | Fright Meter Award                     | Melhor Atriz                                                                     | Jane Levy                                                    | Indicado     | [ 42 ] |
| 2013 | Fright Meter Award                     | Melhor Ator Coadjuvante                                                          | Lou Taylor Pucci                                             | Indicado     | [ 42 ] |
| 2013 | Fright Meter Award                     | Melhor Trilha Sonora                                                             | Roque Baños                                                  | Indicado     | [ 42 ] |
| 2013 | Fright Meter Award                     | Melhor Edição                                                                    | Bryan Shaw                                                   | Indicado     | [ 42 ] |
| 2013 | Golden Schmoes Award                   | Melhor Filme de Terror do Ano                                                    | Evil Dead                                                    | Vice-campeão | [ 43 ] |
| 2013 | International Film Music Critics Award | Melhor Trilha Sonora Original para um Filme de Fantasia/Ficção Científica/Terror | Roque Baños                                                  | Venceu       | [ 44 ] |
| 2013 | International Film Music Critics Award | Composição Musical do Ano para Filme                                             | Roque Baños para a faixa de composição "Abominations Rising" | Venceu       | [ 44 ] |
| 2013 | International Film Music Critics Award | Trilha Sonora do Ano                                                             | Roque Baños                                                  | Indicado     | [ 45 ] |
| 2013 | IGN Summer Movie Award                 | Melhor Filme de Terror                                                           | Evil Dead                                                    | Indicado     | [ 46 ] |
| 2014 | Empire Award                           | Melhor Terror                                                                    | Evil Dead                                                    | Indicado     | [ 47 ] |
| 2014 | Fangoria Chainsaw Award                | Melhor Maquiagem/Efeitos de Criatura                                             | Roger Murray Jane O'Kane                                     | Venceu       | [ 48 ] |
| 2014 | Fangoria Chainsaw Award                | Melhor Filme de Grande Lançamento                                                | Fede Álvarez                                                 | Indicado     | [ 48 ] |
| 2014 | Fangoria Chainsaw Award                | Melhor Ator Coadjuvante                                                          | Lou Taylor Pucci                                             | Indicado     | [ 48 ] |
| 2014 | Fangoria Chainsaw Award                | Pior Filme                                                                       | Evil Dead                                                    | 3º lugar     | [ 48 ] |
| 2014 | Prêmio Saturno                         | Melhor Maquiagem                                                                 | Patrick Baxter Jane O'Kane Roger Murray                      | Indicado     | [ 49 ] |

## Sequência
Em outubro de 2019, Raimi anunciou na New York Comic Con que um novo filme de Evil Dead estava oficialmente luz verde e em desenvolvimento, com Robert G. Tapert como produtor, enquanto Raimi e Campbell atuavam apenas como produtores executivos, todos sob sua bandeira Ghost House Pictures. Em junho de 2020, Lee Cronin foi escolhido como diretor com um roteiro que ele escreveu. Oficialmente intitulado Evil Dead Rise, o projeto foi desenvolvido pela New Line Cinema. Alyssa Sutherland e Lily Sullivan foram escaladas para o filme, e as filmagens foram concluídas em 27 de outubro de 2021. Evil Dead Rise foi lançado nos cinemas em 21 de abril de 2023.